# 杉崎光世

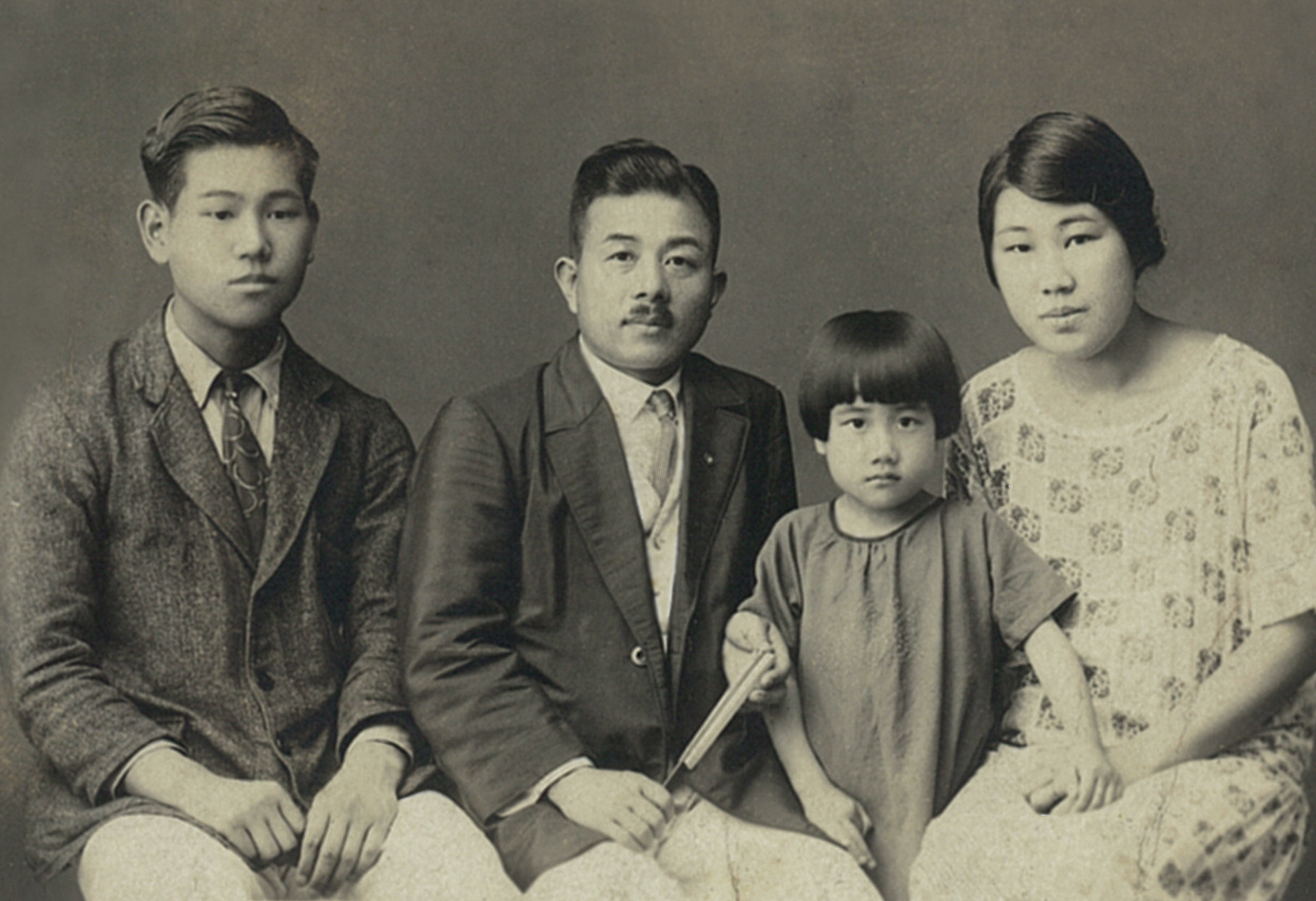
大正15年（1926年）、左より乾一郎（叔父）、川瀬徳太郎（父）、川瀬勝世（姉）、川瀬美世子（母）

杉崎 光世（すぎさき みつよ、Dr. Sugisaki Kawase Mitsuyo, 1929年（昭和4年）4月19日 - 2018年（平成30年）6月12日）は、日本の法学者（博士）。フランス語学者。教育者。九州国際大学名誉教授。専門分野は家族法。板垣退助の曾孫。IQ140。旧姓は川瀬で、婚姻により杉崎姓を名乗るが、のち川瀬に復姓。川瀬光世。

## 来歴
昭和4年（1929年）4月19日、日本福音ルーテル八幡教会牧師・川瀬徳太郎の二女として、福岡県八幡市大字槻田1194番地に生まれる。母は乾正士の長女 美世子（みよし）。教育家・乾一郎は叔父にあたる。
西南女学院を卒業後、八幡大学法経学部に進み、さらに九州大学大学院で博士課程の単位を取得した。杉崎哲生との婚姻により杉崎姓を名乗る。
昭和49年（1974年）1月、福岡家庭裁判所家事調停委員小倉支部に奉職し、1976年（昭和51年）1月、福岡家庭裁判所参与員に任ぜらる。昭和52年（1977年）8月、「北九州いのちの電話」の運営委員となり、昭和56年（1981年）4月、同上の社会福祉法人化に伴い評議員となる。昭和55年（1980年）8月より10年に渡って北九州市立公民館運営審議会の委員を務める。
また、北九州市婦人問題懇談会委員、北九州市地方港湾審議会委員、北九州コミュニティ研究会委員、北九州市青少年問題協議会委員、北九州市公害健康被害認定審査会委員、北九州市社会福祉審議会委員などを務め、昭和59年（1984年）9月、福岡家庭裁判所より表彰を受ける。
その後、北九州市婦人問題推進会議委員、小倉調停協会理事、北九州市生涯学習の推進会議委員、北九州市福祉サービス協会理事を務め、平成元年（1989年）10月、北九州港開港100年にあたり、北九州市長より功労者として表彰を受け、さらに平成4年（1992年）11月、福岡高等裁判所より表彰、また平成6年（1994年）2月の北九州市制31周年記念日には北九州市より永年勤続表彰を受けた。
その他、北九州市国民保険運営協議会委員、小倉調停協会理事、北九州市障害者施策推進協議会委員、北九州市障害療育事業団理事、北九州市精神保健福祉審議会委員を歴任し、平成10年（1998年）4月には、小倉調停協会副会長、小倉女性調停委員懇話会会長、福岡県女性調停委員懇話会副会長、福岡調停協会連合会会報編集委員を務めた。
遺著は『板垣薨去百年とルーテル八幡教会百年』で、板垣退助薨去百回忌の記念書籍編纂に合わせて執筆したが、同書の出版を待たず平成30年（2018年）6月12日逝去。享年90歳。翌平成31年（2019年）2月11日に出版された『板垣精神』に収録された。
2009年頃、脳梗塞により意識不明の重体となり、言葉を話すことも困難となるが、その後半年以上かけてリハビリを繰り返した結果、突発的に英語を思い出し、その後、日本語、フランス語も通常会話が可能なまでに回復した。歩行は困難であったが、亡くなる直前まで意識は明瞭であり、平成30年（2018年）3月には、母校の九州国際大学へ寄附の献金を行っている。

### 学歴
- 昭和24年（1949年）3月、西南女学院専門学校 英語科卒業
- 昭和28年（1953年）3月、八幡大学法経学部 第一部法律学科卒業
- 昭和30年（1955年）3月、九州大学大学院法学研究科私法学専攻 修士課程修了
- 昭和36年（1961年）3月、九州大学大学院法学研究科私法学専攻 博士課程単位取得満期退学

### 職歴
- 昭和33年（1958年）4月、西南女学院短期大学講師
- 昭和38年（1963年）4月、八幡大学非常勤講師（民法・フランス語）
- 昭和40年（1965年）10月、別府女子短期大学非常勤講師
- 昭和42年（1967年）4月、近畿大学女子短期大学講師
- 昭和46年（1971年）4月、九州女子大学・九州女子短期大学非常勤講師
- 昭和50年（1975年）4月、西日本短期大学法科教授
- 昭和53年（1978年）4月、八幡大学助教授
- 昭和56年（1981年）4月、九州厚生年金看護専門学校非常勤講師
- 昭和57年（1982年）4月、八幡大学教授（民法）
- 昭和58年（1983年）4月、八幡大学法経学部教授
- 昭和63年（1988年）8月、八幡大学国際商学部教授
- 平成元年（1989年）4月、九州国際大学法経学部教授（民法・法学・外書講読担当）
- 平成元年（1989年）8月、九州国際大学国際商学部教授
- 平成2年（1990年）4月、九州国際大学国際商学部教授
- 平成5年（1993年）4月、九州国際大学法経学部教授
- 平成6年（1994年）4月、九州国際大学法学部教授

## 学術論文
- 『英国私法における妻の地位』九州大学大学院修士論文、1955年（昭和30年）
- 『英国における既婚婦人の財産上の地位-その歴史的過程-』九大法学第1号、1957年（昭和32年）
- 『イギリスの妻の権利義務』西南女学院短期大学研究紀要 第6号、1960年（昭和35年）
- 『詐害行為と詐害の意思』西南女学院短期大学研究紀要 第7号、1961年（昭和36年）
- 『イギリスの離婚原因』西南女学院短期大学研究紀要 第9号、1963年（昭和38年）
- 『家庭生活の指導原理』九州家政学会誌（要旨集）第18巻、1971年（昭和46年）
- 『重婚的内縁事案に対する女子短大生の反応調査』九州家政学会誌（要旨集）第18巻、1971年（昭和46年）
- 『へそくり金の法的性質』近畿大学女子短期大学研究紀要 第4号、1973年（昭和48年）
- 『老人の私的扶養に関する一考察』九州女子大学紀要 第13巻第1号、1977年（昭和52年）
- 『夫婦財産制の類型』八幡大学社会文化研究所紀要 第5号、1979年（昭和54年）
- 『家庭生活の理念』八幡大学社会文化研究所紀要 第6号、1980年（昭和55年）
- 『老親扶養に関する家事審判例』八幡大学論集 第36巻第2、3合併号、1985年（昭和60年）
- 『遺言について（１）』八幡大学論集 第37巻第3号、1986年（昭和61年）
- 『遺言について（２）』八幡大学論集 第37巻第4号、1987年（昭和62年）
- 『遺言の取消』九州国際大学法学論集 第4巻第3号、1998年（平成10年）
- 『老親の扶養をめぐる紛争』九州国際大学法学論集 第6巻第3号、2000年（平成12年）

## その他研究著書
- 『家庭教育に関する調査 第二次報告』北九州市教育委員会、1973年（昭和48年）
- 『老人をめぐる法律問題-老人扶養に関する審判例-』北九州老年問題研究会誌第1号、1985年（昭和60年）
- 『婚姻法改正をめぐって』杉崎光世著（所収『ジェンダーを学ぶ』堤かなめ、窪田由紀編、海鳥社、1998年（平成10年）5月）

## 学会報告
- 『夫婦財産制に関する一考察』第15回日本家政学会九州支部大会、1968年（昭和43年）
- 『臍繰金の法的性質』第16回日本家政学会九州支部大会、1969年（昭和44年）
- 『家庭生活の指導原理』第18回日本家政学会九州支部大会、1971年（昭和46年）
- 『わが国における老人の扶養と福祉』第48回九州法学会、1973年（昭和48年）

## 翻訳
- 『イギリスの婚姻方式（第一部）』八幡大学論集 第39巻第3号、1988年（昭和63年）
- 『イギリスの婚姻方式（第二部）』八幡大学論集 第39巻第4号、1989年（平成元年）
- 『無効な婚姻（イギリス法）（第一部）序論』九州国際大学法学論集 第2巻第1号、1990年（平成2年）
- 『無効な婚姻（イギリス法）（第二部）婚姻の無効原因』九州国際大学法学論集 第2巻第2号、1990年（平成2年）

## 著書・共著
- 『家族の法と歴史』有地亨、江守五夫ほか編、法律文化社、1981年（昭和56年）
- 『現代社会と民法V 親族法・相続法』大原長和、大塚勝美、本城武雄編、嵯峨野書院、1987年（昭和62年）
- 『現代家族法の諸問題』有地亨編、弘文社、1990年（平成2年）
- 『現代社会と民法V 親族法・相続法（新版）』大原長和、大塚勝美、本城武雄編、嵯峨野書院、1991年（平成3年）
- 『親族法・相続法 市民社会の法シリーズV』本城武雄、緒方直人編、嵯峨野書院、1998年（平成10年）
- 『板垣薨去百年とルーテル八幡教会百年』川瀬光世（所収『板垣精神』一般社団法人板垣退助先生顕彰会編、2019年（平成31年）2月11日）

## 補註
1. 1 2  “『板垣精神 -明治維新百五十年・板垣退助先生薨去百回忌記念-』”.  一般社団法人 板垣退助先生顕彰会 (2019年2月11日). 2019年8月30日閲覧。
2. 1 2  『牧師・川瀬徳太郎先生を憶う』（所収『折尾女子学園五十年史』折尾女子学園記念史編纂委員会編、昭和60年（1985年）11月1日）
3. 1 2   『卵塔物語』乾常美編（所収『南国史談』第22号）
4. ↑  『板垣精神の監修を終へて -板垣退助とギフテッドと私-』髙岡功太郎著
5. ↑  平成6年8月まで12年10ヶ月務める
6. ↑  “板垣退助薨去100回忌記念書籍出版”. 高知新聞デジタル. (2019年3月12日) 2019年9月25日閲覧。
7. ↑  『九州国際大学寄附金者名簿(平成30年3月31日現在)』